# Atletism la Jocurile Olimpice de vară din 2016 - Aruncarea suliței (masculin)
Proba masculină de aruncare a suliței de la Jocurile Olimpice de vară din 2016 a avut loc în perioada 17-20 august la Stadionul Olimpic.

## Formatul competiției
Fiecare atlet a avut dreptul la trei aruncări în etapa de calificare. Atleții care au trecut peste baremul de calificare s-au calificat direct în finală. Dacă se calificau mai puțin de 12 atleți, tabelul finalei se completa până se ajungea la 12. Pentru finală fiecare atlet a avut dreptul la trei aruncări, după care primii opt clasați au avut dreptul la încă trei aruncări. 

## Recorduri
Înaintea acestei competiții, recordurile mondiale și olimpice erau următoarele:
| Record           | Atlet                     | Rezultat | Loc            | Data           |
| ---------------- | ------------------------- | -------- | -------------- | -------------- |
| World record     | Jan Železný (CZE)         | 98,48 m  | Jena, Germania | 25 mai 1996    |
| Recordul olimpic | Andreas Thorkildsen (NOR) | 90,57 m  | Beijing, China | 23 august 2008 |

## Rezultate

### Calificări
Baremul de calificare: 83,00 m (C) sau printre primii 12 aruncători (c)
| Loc | Grupa | Nume                    | Țară                       | #1     | #2    | #3    | Rezultat    | Note |
| --- | ----- | ----------------------- | -------------------------- | ------ | ----- | ----- | ----------- | ---- |
| 1   | B     | Keshorn Walcott         | Trinidad și Tobago         | 88,.68 | –     | –     | 88,68       | (C)  |
| 2   | B     | Johannes Vetter         | Germania                   | 85,96  | –     | –     | 85,96       | (C)  |
| 3   | A     | Julian Weber            | Germania                   | 84,46  | –     | –     | 84,46       | (C)  |
| 4   | B     | Ryohei Arai             | Japonia                    | 84,16  | –     | –     | 84,16       | (C)  |
| 5   | B     | Petr Frydrych           | Cehia                      | 78,57  | 80,17 | 83,60 | 83,60       | (C)  |
| 6   | B     | Julius Yego             | Kenya                      | 78,88  | x     | 83,55 | 83,55       | (C)  |
| 7   | A     | Jakub Vadlejch          | Cehia                      | 78,23  | 80,90 | 83,27 | 83,27       | (C)  |
| 8   | A     | Dmytro Kosynskyy        | Ucraina                    | 80,08  | 76,79 | 83,23 | 83,23       | (C)  |
| 9   | A     | Thomas Röhler           | Germania                   | 79,47  | 81,61 | 83,01 | 83,01       | (C)  |
| 10  | B     | Vítězslav Veselý        | Cehia                      | 81,32  | 81,32 | 82,85 | 82,85       | (c)  |
| 11  | B     | Antti Ruuskanen         | Finlanda                   | 82,20  | x     | x     | 82,20       | (c)  |
| 12  | A     | Braian Toledo           | Argentina                  | 78,99  | 81,96 | 80,36 | 81,96       | (c)  |
| 13  | A     | Joshua Robinson         | Australia                  | 78,87  | 80,84 | 76,78 | 80,84       |      |
| 14  | B     | Zigismunds Sirmais      | Letonia                    | 76,87  | 80,65 | 75,95 | 80,65       |      |
| 15  | A     | MarcinKrukowski         | Polonia                    | x      | 78,06 | 80,62 | 80,62       |      |
| 16  | B     | Júlio César de Oliveira | Brazilia                   | 79,33  | 80,49 | 80,29 | 80,49       |      |
| 17  | A     | Kim Amb                 | Suedia                     | 77,91  | 78,75 | 80,49 | 80,49       |      |
| 18  | B     | Tanel Laanmäe           | Estonia                    | 80,45  | 78,78 | 79,24 | 80,45       |      |
| 19  | B     | John Ampomah            | Ghana                      | 79,09  | 80,39 | 78,90 | 80,39       |      |
| 20  | A     | Cyrus Hostetler         | Statele Unite ale Americii | 76,48  | 78,69 | 79,76 | 79,76       |      |
| 21  | A     | Tero Pitkämäki          | Finlanda                   | 77,91  | 78,58 | 79,56 | 79,56       |      |
| 22  | A     | Risto Mätas             | Estonia                    | 76,23  | 79,26 | 79,40 | 79,40       |      |
| 23  | A     | Magnus Kirt             | Estonia                    | x      | 77,60 | 79,33 | 79,33       |      |
| 24  | A     | Rocco van Rooyen        | Africa de Sud              | x      | 71,05 | 78,48 | 78,48       | (SB) |
| 25  | B     | Hamish Peacock          | Australia                  | 77,91  | 76,22 | 76,40 | 77,91       |      |
| 26  | B     | Ivan Zaytsev            | Uzbekistan                 | 73,49  | 72,92 | 77,83 | 77,83       |      |
| 27  | B     | Ari Mannio              | Finlanda                   | 77,14  | 76,77 | 77,73 | 77,73       |      |
| 28  | A     | Rolands Štrobinders     | Letonia                    | 76,76  | x     | 77,73 | 77,73       |      |
| 29  | A     | Stuart Farquhar         | Noua Zeelandă              | 74,24  | 77,32 | 74,38 | 77,32       |      |
| 30  | A     | Ahmed Bader Magour      | Qatar                      | x      | 77,19 | x     | 77,19       |      |
| 31  | B     | Łukasz Grzeszczuk       | Polonia                    | 76,31  | 76,52 | 76,14 | 76,52       |      |
| 32  | A     | Leslie Copeland         | Fiji                       | 76,04  | 75,68 | x     | 76,04       |      |
| 33  | B     | Huang Shih-feng         | Taipeiul Chinez            | 74,33  | x     | x     | 74,33       |      |
| 34  | B     | Sam Crouser             | Statele Unite ale Americii | 73,78  | 73,66 | x     | 73,78       |      |
| 35  | B     | Sean Furey              | Statele Unite ale Americii | 69,40  | 72,61 | 71,35 | 72,61       |      |
| 36  | A     | RM Sumeda Ranasinghe    | Sri Lanka                  | 69,62  | 71,93 | x     | 71,93       |      |
| —   | A     | Bobur Shokirjonov       | Uzbekistan                 | x      | x     | x     | fără notare |      |

### Finala
| Loc | Nume             | Țară               | #1    | #2    | #3    | #4                    | #5                    | #6                    | Rezultat | Note |
| --- | ---------------- | ------------------ | ----- | ----- | ----- | --------------------- | --------------------- | --------------------- | -------- | ---- |
| 1   | Thomas Röhler    | Germania           | 87,40 | 85,61 | 87,07 | 84,84                 | 90,30                 | x                     | 90,30    |      |
| 2   | Julius Yego      | Kenya              | 88,24 | x     | –     | x                     | r*                    | r*                    | 88,24    | (SB) |
| 3   | Keshorn Walcott  | Trinidad și Tobago | 83,45 | 85,38 | 83,38 | 80,33                 | x                     | x                     | 85,38    |      |
| 4   | Johannes Vetter  | Germania           | 85,32 | x     | 82,54 | x                     | 83,61                 | 81,74                 | 85,32    |      |
| 5   | Dmytro Kosynskyy | Ucraina            | 82,51 | 83,95 | 83,64 | 81,61                 | 81,21                 | x                     | 83,95    | (PB) |
| 6   | Antti Ruuskanen  | Finlanda           | x     | 77,81 | 83,05 | x                     | x                     | 80,00                 | 83,05    |      |
| 7   | Vítězslav Veselý | Cehia              | 78,20 | 82,51 | x     | x                     | x                     | 78,63                 | 82,51    |      |
| 8   | Jakub Vadlejch   | Cehia              | 80,02 | 82,42 | 81,59 | 80,32                 | x                     | x                     | 82,42    |      |
| 9   | Julian Weber     | Germania           | 80,29 | 80,13 | 81,36 | nu a mers mai departe | nu a mers mai departe | nu a mers mai departe | 81,36    |      |
| 10  | Braian Toledo    | Argentina          | 77,89 | 79,51 | 79,81 | nu a mers mai departe | nu a mers mai departe | nu a mers mai departe | 79,81    |      |
| 11  | Ryohei Arai      | Japonia            | 77,98 | 79,47 | 72,49 | nu a mers mai departe | nu a mers mai departe | nu a mers mai departe | 79,47    |      |
| 12  | Petr Frydrych    | Cehia              | 76,15 | 76,79 | 79,12 | nu a mers mai departe | nu a mers mai departe | nu a mers mai departe | 79,12    |      |

* – Julius Yego s-a retras din competiție după a patra încercare din cauza unei accidentări la gleznă.

## Legendă
RA Record african | AM Record american | AS Record asiatic | RE Record european | OCRecord oceanic | RO Record olimpic | RM Record mondial | RN Record național | SA Record sud-american | RC Record al competiției | DNF Nu a terminat | DNS Nu a luat startul | DS Descalificare | EL Cea mai bună performanță europeană a anului | PB Record personal | SB Cea mai bună performanță a sezonului | WL Cea mai bună performanță mondială a anului